# Relațiile dintre România și Arabia Saudită
Relațiile România - Arabia Saudită sunt relații externe, economice și culturale între România și Arabia Saudită. România are o ambasadă la Riad și un consulat onorific la Jeddah.  Arabia Saudită are o ambasadă la București. România și Regatul Arabiei Saudite au stabilit legături la nivel de ambasadă în 13 martie 1995. România are ambasadă la Riad din 1996, iar Arabia Saudită la București din anul 2002.

## Legături externe
- Relații bilaterale pe Ministerul Afacerilor Externe din România